# The Belko Experiment
The Belko Experiment è un film del 2016 diretto da Greg McLean, scritto e prodotto da James Gunn.

## Trama
Mike Milch è un impiegato della Belko Corporation, un'azienda statunitense con sede a Bogotà in Colombia. Tra gli altri impiegati, amici di Mike e non, spiccano Barry, il capo, Leondra, la fidanzata di Mike, Evan, la guardia che dispone anche delle chiavi dell'armeria, i giovani Keith, Leota, Roberto e Dany, Terry, un impiegato amico di Mike, Wendell, un ulteriore impiegato che desidera Leondra e Marty, un dipendente della mensa che fuma erba di nascosto. All'improvviso una strana voce invade l'edificio comunicando ai dipendenti che avrebbero dovuto uccidere almeno due persone nella mezz'ora successiva: in caso contrario ci sarebbero state più vittime, ma decise in maniera casuale. All'improvviso l'intero edificio viene ricoperto da una struttura metallica che rende impossibile la fuga.
Ancora confusi a causa della situazione, tutti gli impiegati si dirigono al piano terra dove vengono tranquillizzati da Barry. Keith, Roberto e Dany si dirigono invece sul terrazzo per cercare di attirare l'attenzione ma poiché l'edificio è lontano dai centri abitati, nessuno nota la richiesta d'aiuto dei ragazzi che invece incappano in Marty e altri due colleghi che fumano marijuana. Mentre dialogano, una dei colleghi amici di Marty viene uccisa, apparentemente da un proiettile. Contemporaneamente al piano terra altre tre persone vengono uccise, ma Barry e Mike capiscono che non si tratta di proiettili, bensì dei localizzatori, che tutti gli impiegati indossano dal primo giorno di lavoro: essi, in realtà, sono dei microchip ad esplosione e controllati a distanza. Mike tenta quindi invano di togliersi il suo, in quanto la “voce” lo minaccia di morte.
Successivamente, la stessa voce comunica ai settantasei dipendenti rimasti in vita che hanno due ore di tempo per uccidere trenta di loro; qualora non si raggiungesse il totale prestabilito ne moriranno il doppio. Nel frattempo Dany si nasconde ma assiste ad una colluttazione tra i due meccanici che termina con la morte di uno dei due. Dany, venendo vista dall'altro, viene aggredita, ma riesce ad ucciderlo. Cominciano a crearsi le prime divergenze tra il gruppetto formato da Barry, Terry e Wendell, che è disposto ad uccidere per salvare altre vite, e Mike, Evan e Leondra che invece vogliono cercare un modo per fuggire dall'edificio.
Mike, Leondra e Evan raggiungono gli altri sul tetto dove tentano di appendere degli striscioni su una delle facciate, ma l'intervento delle guardie private all'esterno dell'edificio impedisce la riuscita del piano. Sopraggiungono quindi anche Barry e gli altri che colpiscono Mike fino a fargli perdere i sensi ed uccidono Evan, recuperando le chiavi dell'armeria. Ricondotta al piano terra e dopo essersi ricongiunta con Mike, ripresosi, Leondra assiste insieme al fidanzato ad una carneficina organizzata da Berry, Terry e Wendell che, tuttavia, viene ostacolata dall’intervento di Dany. A due minuti dallo scadere del tempo, la voce informa che il numero di vittime è di ventinove; Leondra riesce ad attirare con un tranello Terry e lo ferisce con un improvvisato machete ma, avendo pietà di lui, non lo uccide. La "voce" comunica quindi che adesso moriranno 31 persone a caso: tra i tanti muoiono Terry, Keith e Leota. Dopo la carneficina, i dipendenti sono sedici e la "voce" comunica che, per la fase finale, colui che ucciderà più persone riuscirà a salvarsi. Leondra incontra Marty ed un altro collega, i quali stanno estraendo i microchip dalle teste dei dipendenti per poi scaraventarli contro la porta. Dany, invece, si nasconde con Roberto sull'ascensore, ma l'arrivo di Barry complica le cose: egli, infatti, si dirige al settimo e ultimo piano e mentre Dany riesce a salvarsi, Roberto rimane schiacciato. Mike, ancora vivo, incontra per le scale Lisa, un'anziana sopravvissuta al massacro e si dirige con lei da Leondra, la quale nel frattempo uccide brutalmente a colpi di ascia Wendell, che precedentemente aveva ucciso Marty. I due amanti riescono a rincontrarsi, ma Vince, un altro impiegato accecato dalla voglia di salvarsi, scaraventa una molotov su Lisa, bruciandola, per poi venire ucciso da Barry. Dany, invece, riesce a rientrare nell'ascensore ma giunta al piano terra viene fatta fuori da Barry, che nel frattempo è riuscito a colpire anche Leondra. La ragazza muore poco dopo mentre Mike si appresta a combattere il proprio capo, che riesce ad uccidere colpendolo ripetutamente con un dispenser per nastro adesivo. Dopo essere uscito dall'edificio, Mike incontra nell'hangar i veri autori di questo esperimento, che uccide con i microchip raccolti da Marty. La tragedia è terminata, ma in sottofondo una voce elettronica afferma che la seconda fase sta per iniziare.

## Distribuzione
Il film è stato presentato in anteprima a settembre 2016 al Toronto International Film Festival nella sezione Midnight Madness. È stato distribuito nelle sale cinematografiche statunitensi il 17 marzo 2017.